# نشان ملی اردن
نشان اردن با نام رسمی نشان پادشاهی هاشمی اردن نشان رسمی کشور اردن است. این نشان در ابتدا توسط عبدالله اول، امیر امارت ماوراء اردن، در سال ۱۹۲۱ پذیرفته شد. این نشان پس از ظهور ماوراء اردن به عنوان یک پادشاهی مستقل در سال ۱۹۴۶ همچنان مورد استفاده قرار گرفت.